# لوتز فيليب
لوتز فيليب (بالألمانية: Lutz Philipp)‏ هو منافس ألعاب قوى ألماني، ولد في 14 أكتوبر 1940 في كونيغسبرغ في الإمبراطورية الروسية، وتوفي في 1 فبراير 2012 في دارمشتات في ألمانيا.

## وصلات خارجية
- لوتز فيليب على موقع الاتحاد الدولي لألعاب القوى (الإنجليزية)
- لوتز فيليب على موقع أوليمبيديا (الإنجليزية)